# بالگردگاه بیمارستان ویلامت فالز
بالگردگاه بیمارستان ویلامت فالز  (به انگلیسی: Willamette Falls Community Hospital Heliport) یک فرودگاه خصوصی است. این فرودگاه در کشور ایالات متحده آمریکا قرار دارد و در ارتفاع ۸۳ متری از سطح دریا واقع شده است.